# Альпийский зоопарк
Альпийский зоопарк (нем. Alpenzoo) расположен в городе Инсбрук, в Австрии, в федеральной земле Тироль. Это один из самых высоко лежащих зоопарков в Европе (750 метров над уровнем моря). Выше только зоопарк в Ла-Шо-де-Фон (Швейцария). В зоопарке представлена альпийская фауна, состоящая из 150 видов животных. Общее количество животных на территории зоопарка площадью 4,1 га составляет около 2000 особей.
Альпийский зоопарк был основан 22 сентября 1962 года австрийским зоологом Хансом Псеннером. Он стал известен благодаря реинтродукции в дикую природу таких исчезающих видов, как бородач, ибекс и лесной ибис. Это единственный в мире зоопарк, который успешно содержит в неволе стенолазов.